# ステロイド系抗炎症薬
ステロイド系抗炎症薬（ステロイドけいこうえんしょうやく、SAIDs：Steroidal Anti-Inflammatory Drugs、セイズ）とは、20世紀半ばに使われるようになった抗炎症薬である。医療現場ではステロイドと略されることが多い。主な成分として糖質コルチコイドあるいはその誘導体が含まれており、抗炎症作用や免疫抑制作用などを期待して用いられる。様々な病気の治療に使われている。作用の強弱について様々な種類が用いられており、他の医薬品も含めて症状に合わせて使い分けられる。この記事では主に内服薬・注射について解説し、ステロイド外用薬は別の項となる。
免疫抑制や骨量減少、離脱症状などステロイド系抗炎症薬の副作用が問題視され、続いて非ステロイド性抗炎症薬 (NSAIDs) が登場することになる。

## 剤型
ステロイド剤は多数の剤型が存在する。
経口剤
- 錠剤。
- シロップ-子供に主に使用。
- 粉末-微量の調整に使用しやすい。

注射剤
種類によって静脈注射・筋肉注射がある。ソルメドロールはステロイドパルス治療に静注使用される。一方、リンデロン・デカドロンは筋肉注射で使用されることが多い。
外用剤
皮膚科・眼科・耳鼻科用のほか、喘息や気管支炎に使用する噴霧剤（エアロゾル）・吸入剤（粉末）、口内炎に使用する付着型の剤型（商品名:アフタッチ）など、多種多様な剤型がある。

## ステロイド剤の全身投与の実際
脳の海馬が血中ステロイド濃度を監視し、必要に応じて視床下部に対し、副腎皮質刺激ホルモン放出ホルモン（CRH）を放出を促す。外部からステロイドが投与されると、一時的にステロイド過多となるため、CRH分泌量が減少し、患者は一時的な多幸感を体験することがある。CRHはうつや抑うつ気分などに関係していることが知られているためである。

### 代表的な医薬品
プレドニゾロンやベクロメタゾン、ベタメタゾン、フルチカゾン、デキサメタゾン、ヒドロコルチゾン等がある。それぞれ作用持続時間および強度が異なるが、プレドニゾロンは中間的な持続時間・強度を示し、臨床においても用いられることが多い。鉱質コルチコイド作用は副作用の浮腫に関与しておりこれが強いほど浮腫が出やすい。デキサメタゾンは鉱質コルチコイド作用が極めて少ないため浮腫は起りにくいとされている。半減期が長いものは副腎抑制が強いと考えられている。その点ではデキサメタゾンは副作用が強いと考えられる。また半減期は薬効に関係することがある。ステロイド代謝が亢進した場合、半減期の短いものでは効果が不十分であるが、同力価の半減期の長いものに変更すると十分な抗炎症作用が得られることもある。
| 商品名         | ステロイド成分名             | ステロイド種類   | ヒドロコルチゾンを1とした力価 | 半減期(hr) | 分類         |
| -------------- | ---------------------------- | ---------------- | ----------------------------- | ---------- | ------------ |
| コートリル     | ヒドロコルチゾン             | コルチゾール     | 1.0                           | 8 - 12     | 短時間作用型 |
| ソルコーテフ   | コハク酸ヒドロコルチゾン     | コルチゾール     | 1.0                           | 8 - 12     | 短時間作用型 |
| サクシゾン     | コハク酸ヒドロコルチゾン     | コルチゾール     | 1.0                           | 8 - 12     | 短時間作用型 |
| プレドニン     | プレドニゾロン               | プレドニゾロン   | 4.0                           | 12 - 36    | 中時間作用型 |
| プレドニゾロン | プレドニゾロン               | プレドニゾロン   | 4.0                           | 12 - 36    | 中時間作用型 |
| メドロール     | メチルプレドニゾロン         | プレドニゾロン   | 5.0                           | 12 - 36    | 中時間作用型 |
| ソルメドロール | コハク酸メチルプレドニゾロン | プレドニゾロン   | 5.0                           | 12 - 36    | 中時間作用型 |
| レダコート     | トリアムシノロン             | トリアムシノロン | 5.0                           | 24 - 48    | 中時間作用型 |
| ケナコルトA    | トリアムシノロンアセトニド   | トリアムシノロン | 5.0                           | 24 - 48    | 中時間作用型 |
| オルガドロン   | デキサメタゾン               | デキサメタゾン   | 25.0                          | 36 - 54    | 長時間作用型 |
| デカドロン     | デキサメタゾン               | デキサメタゾン   | 25.0                          | 36 - 54    | 長時間作用型 |
| リンデロン     | ベタメタゾン                 | ベタメタゾン     | 25.0                          | 36 - 54    | 長時間作用型 |

### 作用機序
ステロイド系抗炎症薬の作用機序には、遺伝子を介するもの (genomic effect) と遺伝子を介さないもの (nongenomic effect) がある。ステロイド骨格を有するステロイド製剤は親水性の性質と親油性の性質を有する（両親媒性）ため細胞膜を透過しやすく、血中から末端組織に容易に移行する。

#### 遺伝子を介する作用
グルココルチコイド受容体 (GRα; Glucocorticoid Receptor α) を介して、抗炎症蛋白質を誘導するとともに、種々の炎症蛋白質の誘導を抑制する
ステロイド系抗炎症薬は、天然のグルココルチコイド（副腎皮質ホルモンの一種）あるいはその合成アナログであることから、細胞内に入った後、細胞質に存在するステロイド受容体（細胞質内ステロイド受容体cGCR）であるグルココルチコイド受容体 (GRα; Glucocorticoid Receptor α) と結合する。GRαは本来副腎皮質から分泌される内因性のグルココルチコイド（ヒドロコルチゾン）に対する受容体であり、通常Hsp90 (heat shock protein 90) をはじめとしたシャペロンと結合して薬物(生体内ではグルココルチコイド)と結合しやすい構造に保持されている。薬物の結合により hsp90 が受容体から解離し、GRαは2量体を形成し、核内に移行する。GRαをはじめとしたステロイド受容体スーパーファミリーに属する分子はリガンドに対する受容体として働く一方、それ自身がDNAと相互作用する転写因子としての性質を持つ。DNAにはGRαと結合するための配列 (glucocorticoid responsive element; GRE, GGTACAnnnTGTTCT) が存在している。
DNAはヒストンと呼ばれるタンパク質に巻きついていることが知られているが、何らかの刺激により遺伝子が活性化するとヒストンがアセチル化を受け、DNAの巻きつき方が緩むことにより転写因子と相互作用しやすい状態になる。つまり遺伝子の発現調節はヒストンのアセチル化状態によりコントロールされている。GRαがDNAに結合するとヒストンアセチル基転移酵素 (Histone Acetyl Tranceferase; HAT) 活性を持った蛋白質が結合してきてヒストンをアセチル化することによりクロマチン構造の一部を解き、抗炎症蛋白質遺伝子の転写を亢進する。
一方、グルココルチコイドが結合したGRαは単量体でも作用しうる。薬物と結合したGRαは核内に移行するとヒストン脱アセチル化酵素 (HDAC、Histone Deacetylase) を引き連れて活性化した炎症性蛋白質のmRNAをコードする遺伝子の抑制を行う。具体的には炎症性蛋白質遺伝子の転写に関与する転写因子NF-κBにGRαとHDACの複合体が結合した後2つの経路により転写を抑制する。1つはGRαが直接NF-κBの活性を抑制する経路、もう1つはGRαがつれてきたHDACによりヒストンの脱アセチル化が生じ、転写抑制を起こす経路である。
グルココルチコイドにより産生が亢進される抗炎症蛋白質にはlipocortin、interleukin-1 receptor antagonist、β2受容体、IκBなどがある。
グルココルチコイドにより産生が抑制される蛋白質には種々の炎症性サイトカインやケモカイン、細胞接着分子などがある。
グルココルチコイドは上記に述べた抗炎症作用以外にも肝臓での糖新生にも関与しているほか、鉱質コルチコイド受容体に対してもリガンドとして結合して作用を発現するため、これらの経路は副作用の発現に寄与している。

#### 遺伝子を介さない作用
アラキドン酸カスケードにおいてホスホリパーゼA2の抑制によりアラキドン酸遊離を阻害し、プロスタグランジンやロイコトリエンの産生を抑制し抗炎症作用を示すことが知られている。
不明な点も多いが、大量療法、ステロイドパルス療法で関与していると考えられている。細胞膜上ステロイド受容体 (mGCR) を介した遺伝子を介さない作用のほか、非特異的な作用もあると考えられており、いずれも抗炎症作用、免疫調整作用などに関与すると考えられている。大量療法やステロイドパルス療法では遺伝子を介した作用では説明ができない速さで効果が発現すること、GRが飽和する量以上投与しても用量依存性に効果が認められることから存在すると考えられている。
| 用量（目安PSL量）          | 使用法                                       | 遺伝子を介した作用（GR飽和度） | 遺伝子を介さない作用 |
| -------------------------- | -------------------------------------------- | ------------------------------ | -------------------- |
| 少量（7.5mg/day以下）      | 多くの自己免疫疾患の維持量                   | +（50%以下）                   | ±                    |
| 中等量（0.5mg/kg/day程度） | 重篤な臓器障害のない自己免疫性疾患の初期治療 | ++（50〜100%）                 | +                    |
| 大量（1.0mg/kg/day程度）   | 重篤な臓器障害のある自己免疫性疾患の初期治療 | +++（ほぼ100%）                | ++                   |
| ステロイドパルス療法       | 生命に危険を及ぼす臓器障害が認められるとき   | +++（100%）                    | +++                  |

### 臨床適応
臨床適応は極めて多岐にわたり、全ての処方箋医薬品において最も健康保険の適応となる疾患が多い医薬品である。さらに適応外ではあっても、積極的に臨床応用されている疾患も多く、いわば「万能薬」的な存在ともいえる。その適応症は湿疹・皮膚炎、虫刺されのようなありふれたものから、膠原病・悪性腫瘍などの難治性疾患にまで及ぶ。

### 治療法の種類
長期間の内服または注射による投与方法
対象となる疾患に対し十分な量から始める。
1日1回よりは1日3回分割の方が有効性は高くなるため、投与法は通常1日2 - 3回食後投与する。すなわち内服は分割の方が効果的。40mgを朝1回より、20mgを朝夕2回の方が効く。
本来の生体リズムは朝方ステロイド分泌が多いため少量投与の場合は朝1回とする。また、夕・就寝前の服薬は、不眠を招くため、できるだけ避ける。
その他の留意点
プレドニソロン (PSL) を5mg/day相当のコルチゾールは副腎から分泌されている。
PSLを長期にわたり5mg/day以上服用する場合は、骨粗鬆症予防のためビスフォスフォネート系薬剤を併用する。
PSLが20mg/day以下なら日和見感染リスクは少ない。20-40mg/dayでは7倍に、40mg/day以上では35倍に日和見感染リスク増加。
点滴静注するときには10〜50%増しで内服と同量になるといわれている。これは抱合型のまま腎から排出されるため生体内利用率が低下するためと考えられている。
PSLは胎盤を通らない。ベタメタゾンは胎盤を通過する。通常妊婦にはPSL。胎児の治療はベタメタゾン。授乳は服用から4時間あければ問題なし。特に30mgまでならいつでも授乳可。
1回のみの投与
急激な炎症を抑えたいときに行われる。効かせたい作用時間に応じて併用して使用されることもある。1 - 3回の投与ならば副作用は考えなくてもよい。
ステロイドパルス療法
ステロイドを静脈より短期間（通常は3日くらい）に大量に投与する治療法。一般的にはメチルプレドニゾロン (mPSL1,000mg/day) を3日間投与し後療法としてPSLの大量療法を行い徐々に後療法を減量していく。減量は原疾患の活動性が十分に抑え込まれるまで行わず、減量する場合も原疾患の再燃を起こさず、かつ離脱症状をおこなさない速度で行っていく。ステロイド剤を大量に内服する治療とは完全に違う。一般にはソルメドロールという短期間作用型の薬剤が使用される。大量に投与するが副作用は出にくい。輸液製剤200ml程度に混注し1〜2時間以上で投与することが多い。これは不整脈を防止するためである。
ステロイド系抗炎症剤は免疫抑制剤に比較して効果発現が早いことが知られている。そのため、初期治療や臓器障害がある場合はまずはパルス療法を行うのが一般的である。ループス腎炎（Ⅳ型、chronisity+）や重症CNSループス、ANCA関連疾患、筋炎関連間質性肺炎などはPSL単剤ではコントロールが難しく、後療法の段階から免疫抑制剤とPSL併用療法を行うが、免疫抑制剤はステロイド減量のために用いることも多い。

### 副作用
副作用として過剰な免疫抑制作用が発現することによる感染症、クッシング症候群、ネガティブフィードバックとして副腎皮質機能不全、糖新生の促進による糖尿病、骨量の減少に伴う骨粗鬆症、消化管粘膜におけるプロスタグランジン産生抑制による消化性潰瘍などが知られている。しかし、気管支喘息においてステロイドを吸入で用いた場合にはステロイド剤は呼吸器系の組織に局所的に作用し、血中移行する量が少ないため副作用が少ない。

### 減量
ステロイド系抗炎症薬の減量に関して述べる。ステロイド大量療法を長期間続けることは副作用のため難しく、原疾患のコントロールができ次第、原疾患が再燃しない程度、そして離脱症候群が起らないように漸減していくのが一般的である。早い離脱はリバウンドを引き起こすため慎重に行う必要がある。減量は各疾患のパラメータのモニタリングを行いながらするものであり、下記に示すのはあくまで目安である。減量の目標はステロイドの投与の中止よりもPSL7.5mg/day以下の少量投与による維持であることが多く、疾患の活動性によって減量速度はかなり異なるため注意が必要である。また、原疾患のコントロールにステロイドが不可欠ではない場合は、離脱症候群のみを防ぐように減量を行うためこの限りではない。減量中の再燃は2倍量に戻って再スタートとする。ステロイド離脱の時は、プレドニンのような半減期が短い製剤を用いて漸減する方が良い。
| PSL投与量       | 減量速度                  |
| --------------- | ------------------------- |
| PSL40mg/dayまで | 5〜10mg/1〜2week          |
| PSL20〜40mg/day | 5mg/1〜2week              |
| PSL10〜20mg/day | 2.5mg/weekまたは5mg/2week |
| PSL10mg/dayまで | 1mg/4week                 |

特に問題がない場合はPSL30mg/dayまでならば5mg/1week、PSL15〜30mg/dayまでならば5mg/2week、PSL10〜15mg/dayまでならば1mg/2week、10mg以下ならば1mg/4weekといった処方も知られている。
血管炎のステロイド減量
血管炎に関しては欧州血管炎研究グループ (EUVAS) がPEXIVAS試験という臨床治験を2010年より行なっている。対象は多発血管炎性肉芽腫症と顕微鏡的多発血管炎であり、ステロイドパルス療法とシクロホスファミドが併用される。PEXIVAS試験における、PSLの標準投与と減量投与のプロトコールを以下にまとめる。52週以降は主治医判断となる。減量投与群は標準投与群と比べて重篤な感染症のリスクが低く、予後を悪化させなかった。
| 週数     | 体重<50Kg | 50Kg<体重<75Kg | 75Kg<体重 |
| -------- | --------- | -------------- | --------- |
| 1週      | 50mg      | 60mg           | 75mg      |
| 2週      | 50mg      | 60mg           | 75mg      |
| 3〜4週   | 40mg      | 50mg           | 60mg      |
| 5〜6週   | 30mg      | 40mg           | 50mg      |
| 7〜8週   | 25mg      | 30mg           | 40mg      |
| 9〜10週  | 20mg      | 25mg           | 30mg      |
| 11〜12週 | 15mg      | 20mg           | 25mg      |
| 13〜14週 | 12.5mg    | 15mg           | 20mg      |
| 15〜16週 | 10mg      | 10mg           | 15mg      |
| 17〜18週 | 10mg      | 10mg           | 15mg      |
| 19〜20週 | 7.5mg     | 7.5mg          | 10mg      |
| 21〜22週 | 7.5mg     | 7.5mg          | 7.5mg     |
| 23〜52週 | 5mg       | 5mg            | 5mg       |

| 週数     | 体重<50Kg | 50Kg<体重<75Kg | 75Kg<体重 |
| -------- | --------- | -------------- | --------- |
| 1週      | 50mg      | 60mg           | 75mg      |
| 2週      | 25mg      | 30mg           | 40mg      |
| 3〜4週   | 20mg      | 25mg           | 30mg      |
| 5〜6週   | 30mg      | 40mg           | 50mg      |
| 7〜8週   | 15mg      | 20mg           | 25mg      |
| 9〜10週  | 10mg      | 12.5mg         | 15mg      |
| 11〜12週 | 7.5mg     | 10mg           | 12.5mg    |
| 13〜14週 | 6mg       | 7.5mg          | 10mg      |
| 15〜16週 | 5mg       | 5mg            | 7.5mg     |
| 17〜18週 | 5mg       | 5mg            | 7.5mg     |
| 19〜20週 | 5mg       | 5mg            | 5mg       |
| 21〜22週 | 5mg       | 5mg            | 5mg       |
| 23〜52週 | 5mg       | 5mg            | 5mg       |

### 離脱症状
外部からのステロイドホルモンの投与、特に内服薬では、副腎皮質のステロイドホルモン分泌能が抑制され、副腎皮質が萎縮・機能低下する。これにより、特に急激な投与中止後に体内のステロイドホルモン不足による諸症状が見られることがある。これはステロイド離脱症候群とよばれ、強い倦怠感、吐き気、頭痛、血圧低下などの症状が起こる。このためステロイドの離脱に際しては、急激な中止・減量を避け、症状を考慮しながら少量ずつ段階的に減量するなどの細やかな治療計画が必要である。
離脱症候群といわれる副腎不全はPSL20mg/day以下の投与で急速に減量した際に起りやすいとされている。突然の内服中止、手術時、少量服薬時の減量には特に注意が必要である。生理的糖質コルチコイドの分泌量はPSL換算で2.5〜5mg程度といわれている。この量以上の投与が続くと副腎の機能の低下が徐々にあらわれる。目安としてはPSL換算で7.5mg以上、3週間以上の投与を受けた場合は内因性副腎機能の抑制が起こっていると考える。そしてPSL10mg/day以上を半年間投与を受けるとほとんどの場合、ストレス時の糖質コルチコイドの追加分泌は不可能となる。そのため、副腎抑制となっている場合の感染症などのストレスを引き金に副腎不全は生じることもある。PSL5mg/day前後に減量するときに副腎不全を疑う症状が出現することが多く、その場合、PSLを0.5〜1.0mg/2weekといったゆっくりとしたペースで減量し、さらに生理的な分泌に合わせ、朝の内服量を多くするといった微調整が必要となる。副腎不全の発見は減量の服薬歴やステロイド投与中にもかかわらず好酸球が高いなどが参考になる。
急性副腎不全
突然の内服中止などで起る場合が多い。意識障害や痙攣とともに血圧の低下が起り、ショック症状を示す。輸液や昇圧剤の反応に乏しくステロイドを投与しないと改善しない。Na貯留作用（鉱質コルチコイド作用）もあるハイドロコルチゾンを100mg〜200mgを6時間毎に投与するのが一般的である。
慢性副腎不全
だるさ、全身倦怠感などが主症状となり、特異的な所見にかける。食欲不振、嘔気、便秘など消化器症状、やるきのなさ、うつ状態といった精神症状を訴える場合もある。感染症などの重大なストレスがなければステロイド増量で対処できる。
ステロイドカバー
手術時に行うことがある。ステロイドカバーは手術成績にも影響がないとされている。小手術ならば術前にハイドロコルチゾン100mgの静注する。大手術ならばハイドロコルチゾン100mgを4から6時間毎に静注し経口摂取可能となるまで静注を続ける。数日で減量し、元の服薬量に戻すのが一般的である。高血圧が認められる場合はNa貯留作用の少ないデキサメサゾン静注とし、繰り返す場合は8時間毎にする。これらは手術の侵襲に合わせて増減される。

### 諸注意
上記の様な多彩かつ重篤な副作用がある。しかし作用の強弱や、体内動態の異なるステロイド剤が多数登場し、代替となる薬も登場していることもある。そのため、症状や副作用の程度により適切な薬剤を選択することも可能である。
副作用を回避するためにも、主治医は薬の性質や予想される副作用を前もって患者に伝え、患者は投薬により生じた症状は適切に主治医に伝え治療に反映させるといった対応（インフォームド・コンセント）が重要な薬剤である。